# Art Blakey
Arthur Blakey (más néven Abdullah Ibn Buhaina) (Pittsburgh, Pennsylvania, 1919. október 11. – New York, 1990. október 16.), amerikai jazz-dobos és zenekarvezető. Több, mint 30 éven keresztül vezette híres zenekarát, a The Jazz Messengers-t.

## Életpályája
Art Blakey 1919. október 11-én született Pittsburghben, Earl Hines és Erroll Garner, két kiváló zongorista, szülővárosában. Eleinte a külvárosi acélöntödében dolgozott, esténként pedig helyi klubokban zongorázott. Hamarosan úgy döntött, dobosként jobban megállná a helyét, és tizenöt évesen már saját zenekara is volt.
1939-től Fletcher Henderson, Mary Lou Williams, majd Billy Eckstine zenekarában is játszott, akinél fiatalon megfordult többek közt Dizzy Gillespie, Miles Davis és Charlie Parker. A 40-es évek második felében Thelonious Monk vette szárnyai alá Blakeyt New Yorkban, több felvételt is készítettek, és Monk pályafutásának végéig (1971) gyakran szerepeltek együtt. 1948-ban Nyugat-Afrikába utazott, hogy kielégítse világvallások utáni – régóta tartó – érdeklődését, és felvette az iszlám vallást, valamint az Abdullah Ibn Buhaina nevet. Utazásai alatt afrikai dobolási technikákat is elsajátított. A következő néhány évben kiváló bebop zenészeket kísért fellépéseken, rádiófelvételeken.
1954-ben alakította meg Horace Silverrel a Jazz Messengerst, amely Silver két évvel későbbi távozása után az ő neve alatt működött haláláig. A korai kvintetben Clifford Brown, Lou Donaldson és Curly Russell szerepelt még. 1959 és 1964 között Wayne Shorter tenorszaxofonos volt a művészeti vezetőjük, akinek szerzeményei távozása után is meghatározóak voltak az együttes repertoárjában. A Moanin’ (1959) a korszak és a Jazz Messengers egyik kiemelkedő albuma.
A 70-es évek fúziós korszakát kicsit döcögősen vészelte át a zenekar, de a következő évtized elején a tradicionális jazz ismét erőre kapott, és Wynton Marsalis trombitás részvételével és irányításával újabb sikereket könyvelhettek el. Blakey együttese kiváló zenei teljesítménye mellett fiatal zenészgenerációk sorát nevelte ki.

## Válogatott diszkográfia
- New Sounds (1947) – Blue Note
- A Night At Birdland (1954) – Blue Note
- At The Cafe Bohemia (1955) – Blue Note
- The Jazz Messengers (1956) – Columbia
- Hard Drive (1957) – Bethlehem
- Moanin' (1958) – Blue Note
- At The Jazz Corner Of The World (1959) – Blue Note
- The Big Beat (1960) – Blue Note
- Night In Tunisia (1960) – Blue Note
- Free For All (1964) – Blue Note
- Straight Ahead (1981) – Concord
- Keystone 3 (1982) – Concord